# Karlheinz Deller
Karlheinz Deller (* 21. Februar 1927 in Nürnberg; † 20. Dezember 2003 in Heidelberg) war ein deutscher Assyriologe.
Nach kurzem Kriegsdienst 1945 studierte er zunächst von 1946 bis 1948 Islamwissenschaft an der Universität Tübingen. 1948 trat er in das Noviziat der Jesuiten ein und studierte von 1950 bis 1953 am Berchmanskolleg in Pullach, das er mit dem Lizenziat in Philosophie abschloss. 1952 bis 1953 studierte er Semitistik an der Universität München. 1953 begann er das Studium der Assyriologie an der Universität Göttingen, das er ab 1959 an der Universität Wien fortsetzte. In Wien wurde er 1959 bei Wolfram von Soden mit einer Arbeit über die „Lautlehre des Neuassyrischen“ promoviert und hatte dort von 1961 bis 1963 einen Lehrauftrag für Akkadisch. Von 1963 bis 1967 war er Professor für Assyriologie am Pontificio Istituto Biblico in Rom. Von 1967 bis 1995 lehrte er als Professor für Altorientalistik an der Universität Heidelberg.